# Droga krajowa nr 16 (Polska)
Droga krajowa nr 16 – droga krajowa klasy GP przebiegająca z Dolnej Grupy k. Grudziądza do granicy z Litwą w Ogrodnikach. Biegnie równoleżnikowo przez województwa: kujawsko-pomorskie, warmińsko-mazurskie oraz podlaskie. Stanowi główny szlak komunikacyjny na Mazurach. Droga na niektórych odcinkach nie spełnia wymagań kategorii drogi krajowej z powodu małej szerokości jezdni (trudno mijają się tam samochody). Miejscami nie ma poboczy, ponieważ przydrożne drzewa rosną tuż przy krawędzi drogi.

## Historia numeracji
Na przestrzeni lat trasa posiadała różne oznaczenia i kategorie:

| Lista źródeł |
| --- |
| - Mapa samochodowa Polski 1:1 000 , wyd. dziesiąte, Warszawa: Państwowe Przedsiębiorstwo Wydawnictw Kartograficznych, 1971. Brak numerów stron w książce - Mapa samochodowa Polski 1:1 000 , wyd. jedenaste, Warszawa: Państwowe Przedsiębiorstwo Wydawnictw Kartograficznych, 1972. Brak numerów stron w książce - Mapa samochodowa Polski 1:1 000 , wyd. trzecie, Warszawa: Państwowe Przedsiębiorstwo Wydawnictw Kartograficznych, 1975. Brak numerów stron w książce - Województwa elbląskie olsztyńskie. Mapa krajoznawczo-samochodowa 1:500 000, wyd. trzecie, Warszawa: Państwowe Przedsiębiorstwo Wydawnictw Kartograficznych, 1978. Brak numerów stron w książce - Samochodowy atlas Polski 1:500 000. Wyd. V. Warszawa: Państwowe Przedsiębiorstwo Wydawnictw Kartograficznych, 1979. ISBN 83-7000-017-7. Brak numerów stron w książce - Samochodowy atlas Polski 1:500 000. Wyd. IX. Warszawa: Państwowe Przedsiębiorstwo Wydawnictw Kartograficznych, 1984. Brak numerów stron w książce - Samochodowy atlas Polski 1:500 000. Wyd. IX. Warszawa: Państwowe Przedsiębiorstwo Wydawnictw Kartograficznych, 1985. Brak numerów stron w książce |

| Lista źródeł |
| --- |
| - Uchwała nr 192 Rady Ministrów z dnia 2 grudnia 1985 r. w sprawie zaliczenia dróg do kategorii dróg krajowych (M.P. z 1986 r. nr 3, poz. 16) - Samochodowa mapa Polski 1:750 000, wyd. czwarte, Warszawa/Wrocław: Państwowe Przedsiębiorstwo Wydawnictw Kartograficznych, 1987. Brak numerów stron w książce - Polska: atlas samochodowy 1:300 000. Wyd. pierwsze. Warszawa: Polskie Przedsiębiorstwo Wydawnictw Kartograficznych, 1992. ISBN 83-7000-080-0. Brak numerów stron w książce - Polska: mapa samochodowa 1:700 000, wyd. 1, Szczecin: Wydawnictwo Kartograficzne KOMPAS, 1996–1997, ISBN 83-904373-2-5. Brak numerów stron w książce - Polska: mapa samochodowa 1:700 000, wyd. II Zmienione i poprawione, Szczecin: Wydawnictwo Kartograficzne KOMPAS, 1997–1998, ISBN 83-904373-3-3. Brak numerów stron w książce - Rozporządzenie Rady Ministrów z dnia 15 grudnia 1998 r. w sprawie ustalenia wykazu dróg krajowych i wojewódzkich (Dz.U. z 1998 r. nr 160, poz. 1071) - Polska: mapa samochodowa z podziałem administracyjnym 1:700 000, wyd. V Zmienione, poprawione i uaktualnione, Szczecin: Wydawnictwo Kartograficzne KOMPAS, 1999–2000, ISBN 83-904373-7-6. Brak numerów stron w książce - Zarządzenie nr 6 Generalnego Dyrektora Dróg Publicznych z dnia 9 maja 2000 r. w sprawie nowych numerów dróg krajowych [online], Rzeczpospolita, 4 lipca 2000. - Polska: mapa samochodowa z podziałem administracyjnym 1:700 000, wyd. XII Zmienione, poprawione i uaktualnione, Szczecin: Wydawnictwo Kartograficzne KOMPAS, 2004–2005, ISBN 83-904373-7-6. Brak numerów stron w książce - Polska: mapa samochodowa z podziałem administracyjnym 1:700 000, wyd. XIV Zmienione, poprawione i uaktualnione, Szczecin: Wydawnictwo Kartograficzne KOMPAS, 2005, ISBN 83-904373-7-6. Brak numerów stron w książce - Polska 2016: mapa samochodowa 1:700 000, wyd. XXVII, Dom Wydawniczy PWN, 2016, ISBN 978-83-7705-942-5. Brak numerów stron w książce - Polska 2020/2021: mapa samochodowa 1:700 000, Grupa PWN, 2020, ISBN 978-83-65808-36-3. Brak numerów stron w książce |

| Lista źródeł |
| --- |
| - Uchwała nr 192 Rady Ministrów z dnia 2 grudnia 1985 r. w sprawie zaliczenia dróg do kategorii dróg krajowych (M.P. z 1986 r. nr 3, poz. 16) - Polska: atlas samochodowy 1:300 000. Wyd. pierwsze. Warszawa: Polskie Przedsiębiorstwo Wydawnictw Kartograficznych, 1992. ISBN 83-7000-080-0. Brak numerów stron w książce - Polska: mapa samochodowa 1:700 000, wyd. 1, Szczecin: Wydawnictwo Kartograficzne KOMPAS, 1996–1997, ISBN 83-904373-2-5. Brak numerów stron w książce - Polska: mapa samochodowa 1:700 000, wyd. II Zmienione i poprawione, Szczecin: Wydawnictwo Kartograficzne KOMPAS, 1997–1998, ISBN 83-904373-3-3. Brak numerów stron w książce - Rozporządzenie Rady Ministrów z dnia 15 grudnia 1998 r. w sprawie ustalenia wykazu dróg krajowych i wojewódzkich (Dz.U. z 1998 r. nr 160, poz. 1071) - Polska: mapa samochodowa z podziałem administracyjnym 1:700 000, wyd. V Zmienione, poprawione i uaktualnione, Szczecin: Wydawnictwo Kartograficzne KOMPAS, 1999–2000, ISBN 83-904373-7-6. Brak numerów stron w książce |

| Lista źródeł |
| --- |
| - Uchwała nr 192 Rady Ministrów z dnia 2 grudnia 1985 r. w sprawie zaliczenia dróg do kategorii dróg krajowych (M.P. z 1986 r. nr 3, poz. 16) - Polska: atlas samochodowy 1:300 000. Wyd. pierwsze. Warszawa: Polskie Przedsiębiorstwo Wydawnictw Kartograficznych, 1992. ISBN 83-7000-080-0. Brak numerów stron w książce - Polska: mapa samochodowa 1:700 000, wyd. 1, Szczecin: Wydawnictwo Kartograficzne KOMPAS, 1996–1997, ISBN 83-904373-2-5. Brak numerów stron w książce - Polska: mapa samochodowa 1:700 000, wyd. II Zmienione i poprawione, Szczecin: Wydawnictwo Kartograficzne KOMPAS, 1997–1998, ISBN 83-904373-3-3. Brak numerów stron w książce - Rozporządzenie Rady Ministrów z dnia 15 grudnia 1998 r. w sprawie ustalenia wykazu dróg krajowych i wojewódzkich (Dz.U. z 1998 r. nr 160, poz. 1071) - Polska: mapa samochodowa z podziałem administracyjnym 1:700 000, wyd. V Zmienione, poprawione i uaktualnione, Szczecin: Wydawnictwo Kartograficzne KOMPAS, 1999–2000, ISBN 83-904373-7-6. Brak numerów stron w książce |

## Stan drogi i warunki jazdy
W ciągu drogi nr 16 znajdują się obwodnica Olsztyna i obwodnica Ełku. Obwodnica Ełku jest w znacznej części drogą klasy GP, zlokalizowaną po stronie północnej miasta. Jej całkowita długość łącznie z częścią drogi nr 65 (ul. Przemysłowa i Grajewska) wynosi ok. 12 km.

### Dopuszczalny nacisk na oś
Od 13 marca 2021 roku na drodze dozwolony jest ruch pojazdów o nacisku pojedynczej osi napędowej do 11,5 tony.

#### Do 13 marca 2021
Wcześniej na drodze krajowej nr 16 występowały ograniczenia dopuszczalnego nacisku pojedynczej osi:
| Znak                                        | Dopuszczalny nacisk | Lata obowiązywania | Odcinek |
| ------------------------------------------- | ------------------- | ------------------ | --- |
| Tabliczka DK16 z biało-czarnym obramowaniem | do 10 ton           | 2003–2012          | Dolna Grupa – Grudziądz – Iława – Ostróda – Olsztyn – Mrągowo – Ełk – Augustów – Pomorze – Poćkuny – Ogrodniki – granica państwa                                                    |
| Tabliczka DK16 z biało-czarnym obramowaniem | do 10 ton           | 2012–2015          | - Dolna Grupa – Grudziądz – Iława – Ostróda - Biskupiec – Mrągowo - Orzysz – Ełk – Augustów                                                                                         |
| Tabliczka DK16 z biało-czarnym obramowaniem | do 10 ton           | 2015–2017          | - Dolna Grupa – Grudziądz – Iława – Ostróda - Borki Wielkie – Mrągowo (, ul. Olsztyńska) - Orzysz (, ul. Giżycka) – Ełk (, węzeł „Ełk Zachód”) - Ełk (, ul. Przemysłowa) – Augustów |
| Tabliczka DK16 z biało-czarnym obramowaniem | do 10 ton           | 2017–2021          | - Dolna Grupa – Grudziądz – Iława – Ostróda - Orzysz (, ul. Giżycka) – Ełk (, węzeł „Ełk Zachód”) - Kalinowo – Augustów                                                             |
| Tabliczka DK16 z czarnym obramowaniem       | do 8 ton            | 2003–2012          | Augustów – Ogrodniki |
| Tabliczka DK16 z czarnym obramowaniem       | do 8 ton            | 2012–2015          | - Mrągowo – Orzysz - Augustów – Pomorze – Poćkuny – Ogrodniki – granica państwa |
| Tabliczka DK16 z czarnym obramowaniem       | do 8 ton            | 2015–2017          | - Mrągowo (, ul. Olsztyńska) – Orzysz (, ul. Giżycka) - Augustów – Pomorze – Poćkuny – Ogrodniki – granica państwa                                                                  |
| Tabliczka DK16 z czarnym obramowaniem       | do 8 ton            | 2017–2021          | - Mrągowo (, zachodnia obwodnica Mrągowa) – Orzysz (, ul. Giżycka) - Augustów – Pomorze – Poćkuny – Ogrodniki – granica państwa                                                     |

## Ważniejsze miejscowości leżące na trasie 16
- Dolna Grupa (droga nr 91)
- Grudziądz (droga nr 55, 498), trasa średnicowa
- Łasin (droga nr 538)
- Kisielice (droga nr 522)
- Iława (droga nr 521, 536)
- Ostróda (droga S7, 15) – obwodnica S5/DK16
- Olsztyn ( droga S51, droga nr 51, 53) – obwodnica S16/S51
- Barczewo (droga nr 595) - obwodnica
- Biskupiec (droga nr 57) - obwodnica
- Mrągowo (droga nr 59, 591, 600)
- Nikutowo (droga nr 59)
- Mikołajki (droga nr 609)
- Orzysz (droga nr 63)
- Ełk (droga nr 65, 656) – obwodnica S16/DK16/DK65
- Augustów (droga nr 8, 61, 664) - obwodnica planowana w ramach Programu Budowy 100 Obwodnic
- Ogrodniki, granica z Litwą

## Inwestycje w latach 2007–2012 w ramach Programu Operacyjnego Infrastruktura i Środowisko
| Odcinek                                                                     | Lata realizacji | Koszt (w mln euro) |
| --------------------------------------------------------------------------- | --------------- | ------------------ |
| Oś priorytetowa VIII Bezpieczeństwo transportu i krajowe sieci transportowe |                 |                    |
| Olsztyn – Augustów (projekt rezerwowy)                                      | brak danych     | 285,00             |

Źródło: Indykatywny wykaz kluczowych i dużych projektów dla Programu Operacyjnego Infrastruktura i Środowisko